# Riitta Myller

Riitta Myller

Riitta Mailis Mirjami Myller (* 12. Juli 1956 in Joensuu) ist eine finnische Politikerin der Sozialdemokratischen Partei Finnlands und war bis 2009 Mitglied des Europäischen Parlaments.

## Biografie
Riitta Myller wurde 1956 in Joensuu geboren, wo sie auch zur Schule ging. Später studierte sie an der Universität Tampere erst soziale Bildung und danach Sozialwissenschaften mit dem Schwerpunkt Soziologie und machte dort ihren Abschluss als Master of Arts. Von 1983 bis 1987 arbeitete sie bei Yleisradio als freiberufliche Journalistin.
Sie war von 1980 bis 1995 Mitglied des Stadtrates von Joensuu und von 1987 bis 1994 Mitglied des Finnischen Parlaments.
1995 wurde Myller in das Europäische Parlament gewählt, wo sie Mitglied im Ausschuss für Umweltfragen, Volksgesundheit und Lebensmittelsicherheit war und in der Delegation für die Beziehungen zu den Golfstaaten. Sie gehört der Sozialdemokratischen Fraktion im Europaparlament an. Im Juli 2009 beendete sie nach drei Wahlperioden ihre Arbeit im Europäischen Parlament. Sie ist nun im Stadtrat ihrer Heimatstadt Joensuu aktiv.
Riitta Myller ist nicht verheiratet.